# Alexandr Mozin
Alexandr Mozin –en ruso, Александр Мозин– (9 de junio de 1961) es un deportista soviético que compitió en patinaje de velocidad sobre hielo. Ganó una medalla de plata en el Campeonato Europeo de Patinaje de Velocidad sobre Hielo de 1986.

## Palmarés internacional
| Campeonato Europeo | Campeonato Europeo | Campeonato Europeo | Campeonato Europeo    |
| Año                | Lugar              | Medalla            | Prueba                |
| ------------------ | ------------------ | ------------------ | --------------------- |
| 1986               | Oslo (Noruega)     | Medalla de plata   | Clasificación general |